# Ommatius erythropus
Ommatius erythropus är en tvåvingeart som beskrevs av Ignaz Rudolph Schiner 1867. Ommatius erythropus ingår i släktet Ommatius och familjen rovflugor. Inga underarter finns listade i Catalogue of Life.